# Saison 2020 de l'équipe cycliste Boels Dolmans
La saison 2020 de l'équipe cycliste Boels Dolmans est la onzième de la formation. L'effectif est quasiment inchangé avec l'arrivée de la jeune Néerlandaise Lonneke Uneken et le départ de la vététiste  Annika Langvad. À cause de l'absence d'engagement du partenaire pour les années suivantes, la formation n'intègre pas la nouvelle catégorie World Team. La saison est interrompue de mars à juillet en raison de l'épidémie de covid-19.
Anna van der Breggen réalise une excellente seconde partie de saison, en remportant le championnat des Pays-Bas sur route, le championnat d'Europe du contre-la-montre, le Tour d'Italie, la Flèche wallonne pour la sixième fois et surtout en effectuant un doublé aux championnats du monde. Chantal van den Broek-Blaak gagne le Samyn des Dames en première partie de saison et le Tour des Flandres après la reprise. Jolien D'Hoore a peu d'occasion de se distinguer. Elle gagne Gand-Wevelgem et est déclassée des Trois Jours de La Panne pour sprint irrégulier alors qu'elle avait passé la ligne en premier. Amy Pieters aide l'équipe dans de nombreuses victoires, et est cinquième de Liège-Bastogne-Liège. Christine Majerus conserve ses titres nationaux au Luxembourg. Anna van der Breggen est première du classement UCI et quatrième du classement World Tour. Boels Dolmans deuxième des deux classements par équipes.

## Préparation de la saison

### Partenaires et matériel de l'équipe

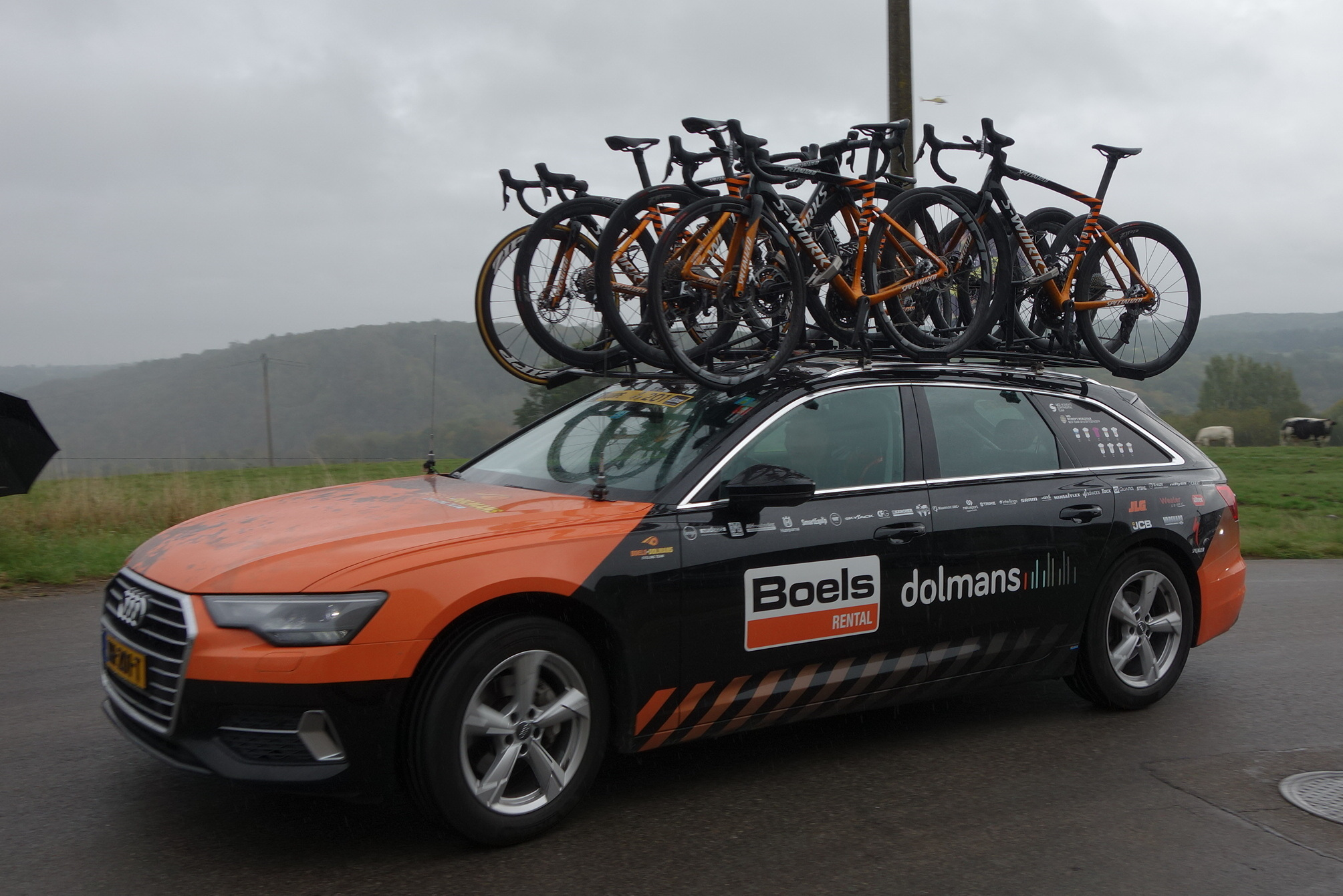
Voiture de l'équipe

L'équipe est parrainée par Boels Rental, une société de location de matériel de chantier et bricolage, et par Dolmans Landscaping Group une société de paysagisme. De nombreux autres partenaires apportent leur soutien financier à l'équipe.
Au niveau matériel, l'équipe utilise des vélos Specialized Tarmac SL6, équipés  de groupe SRAM, de roues Zipp.

### Arrivées et départs
L'effectif est quasiment inchangé avec l'arrivée de la jeune Néerlandaise Lonneke Uneken et le départ de la vététiste  Annika Langvad.
| Arrivées       | Équipe 2019    |
| -------------- | -------------- |
| Lonneke Uneken | Hitec Products |

| Départs        | Équipe 2020 |
| -------------- | ----------- |
| Annika Langvad |             |

### Effectifs
| Effectif 2020               | Effectif 2020     | Effectif 2020 | Effectif 2020                           |
| Cycliste                    | Date de naissance | Pays          | Équipe précédente                       |
| --------------------------- | ----------------- | ------------- | --------------------------------------- |
| Eva Buurman                 | 7 septembre 1994  | Pays-Bas      | Trek-Drops (2018)                       |
| Karol-Ann Canuel            | 18 avril 1988     | Canada        | Velocio-SRAM (2015)                     |
| Jolien D'Hoore              | 14 mars 1990      | Belgique      | Mitchelton-Scott (2018)                 |
| Amalie Dideriksen           | 24 mai 1996       | Danemark      | Amager Cykle Ring (2014)                |
| Katie Hall                  | 6 janvier 1987    | États-Unis    | UnitedHealthcare Women's Team (2018)    |
| Christine Majerus           | 25 février 1987   | Luxembourg    | Sengers (2013)                          |
| Amy Pieters                 | 1 juin 1991       | Pays-Bas      | Wiggle High5 (2016)                     |
| Skylar Schneider            | 3 septembre 1998  | États-Unis    | Team Illuminate (2017)                  |
| Lonneke Uneken              | 2 mars 2000       | Pays-Bas      | Hitec Products-Birk Sport (2019)        |
| Jip van den Bos             | 12 avril 1996     | Pays-Bas      | Parkhotel Valkenburg Continental (2016) |
| Chantal van den Broek-Blaak | 22 octobre 1989   | Pays-Bas      | Specialized-Lululemon (2014)            |
| Anna van der Breggen        | 18 avril 1990     | Pays-Bas      | Rabo Liv Women (2016)                   |
|                             |                   |               |                                         |
| Source : Cycling Archives   |                   |               |                                         |

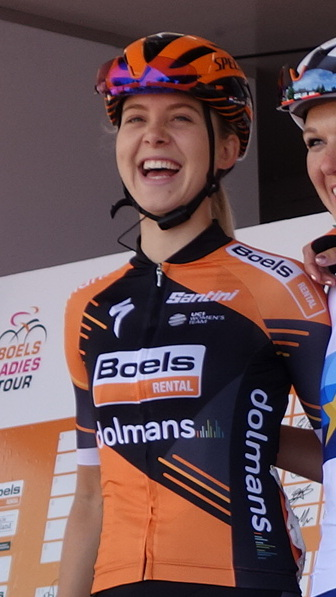
Jip van den Bos en 2019
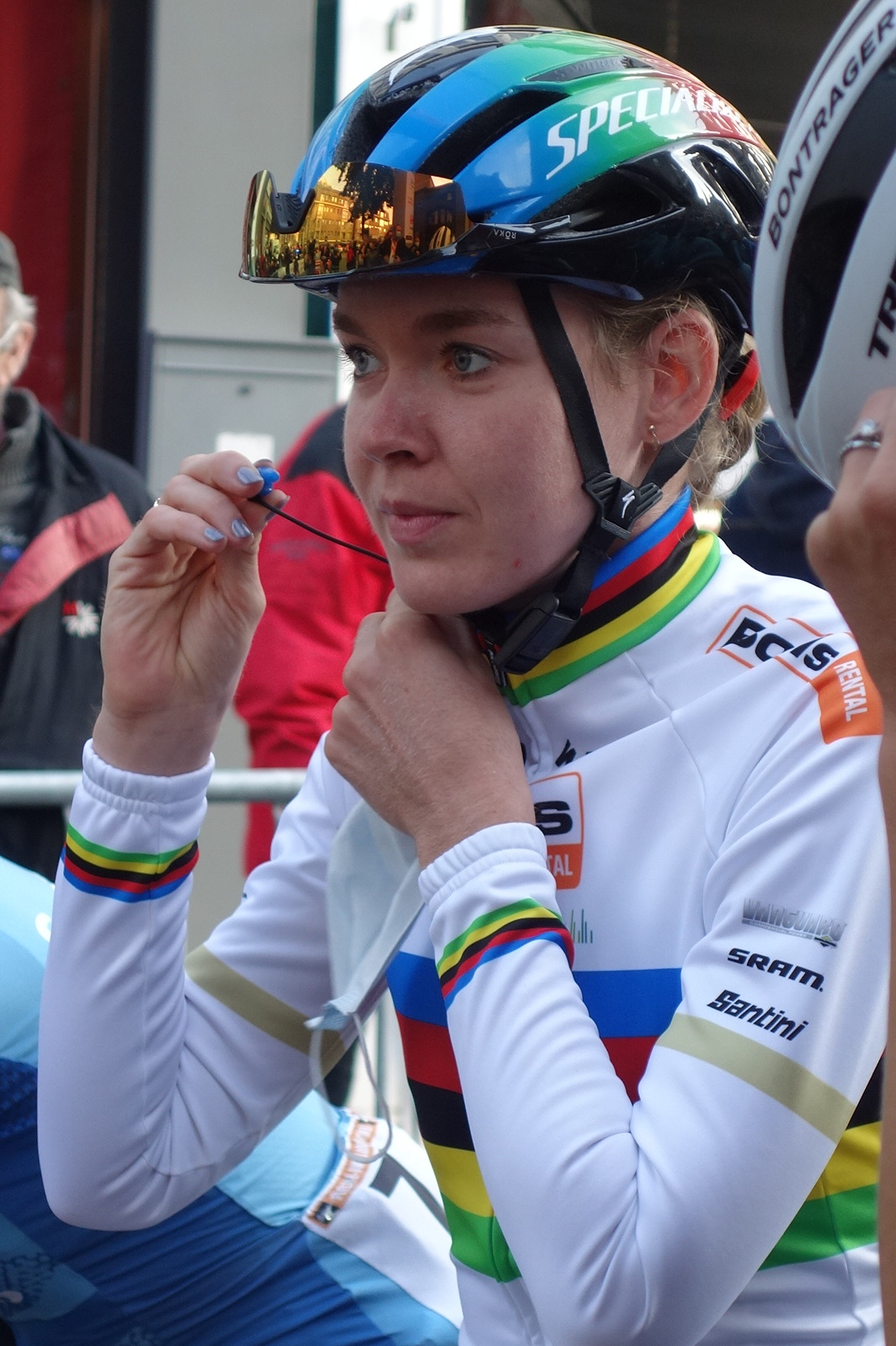
Anna van der Breggen
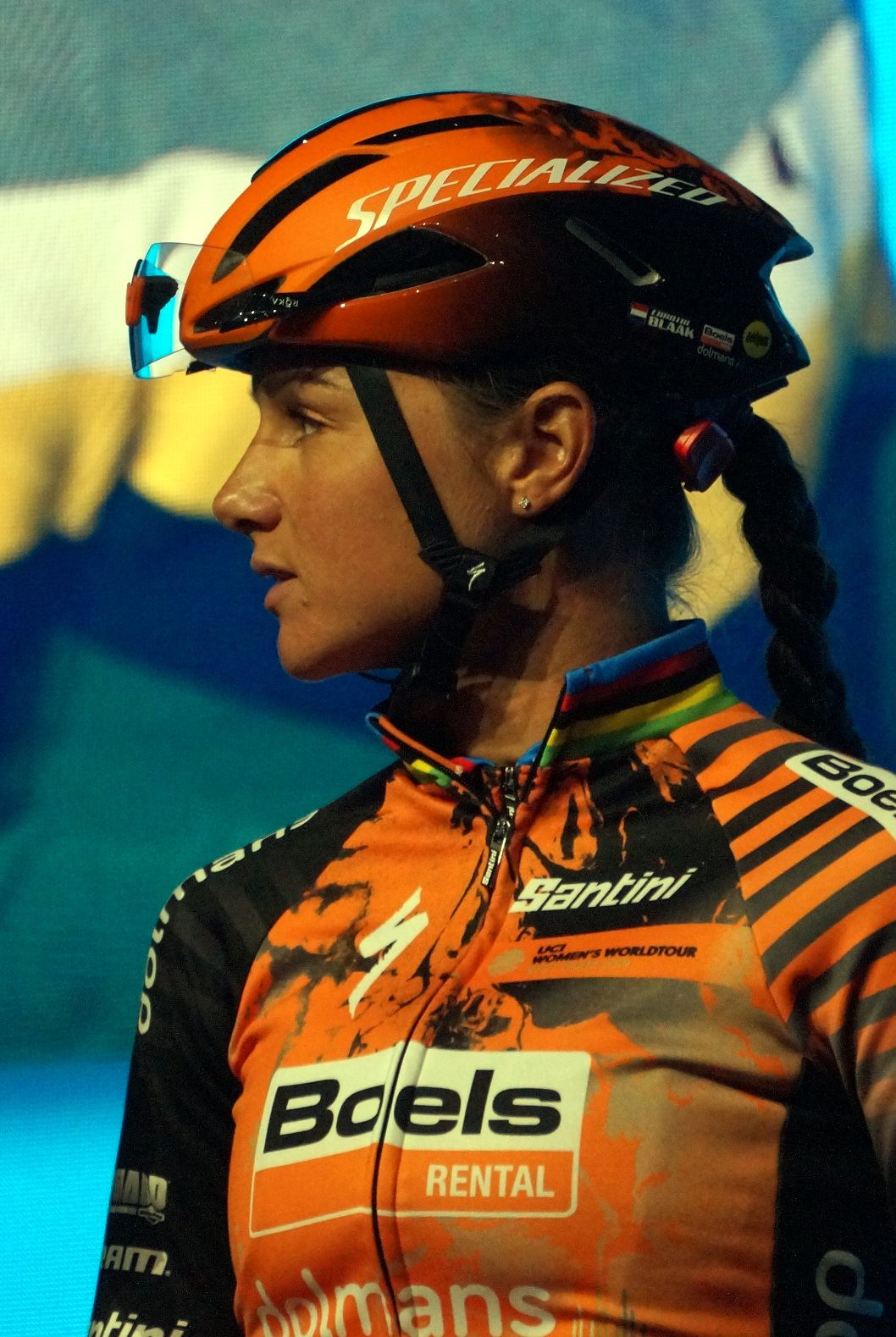
Chantal van den Broek-Blaak
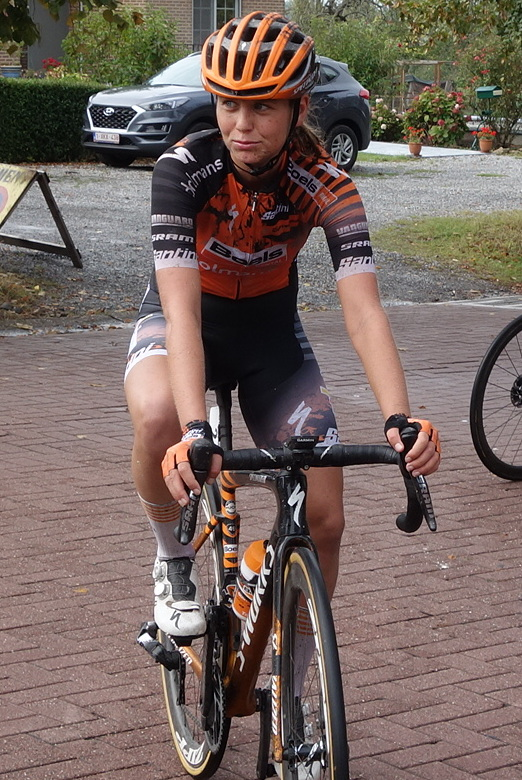
Eva Buurman
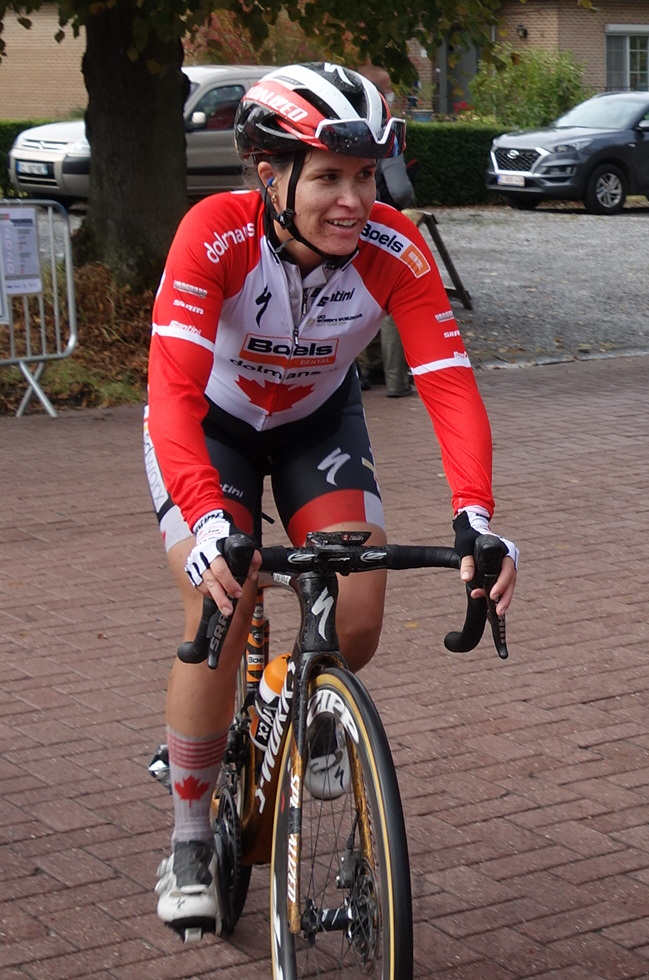
Karol-Ann Canuel
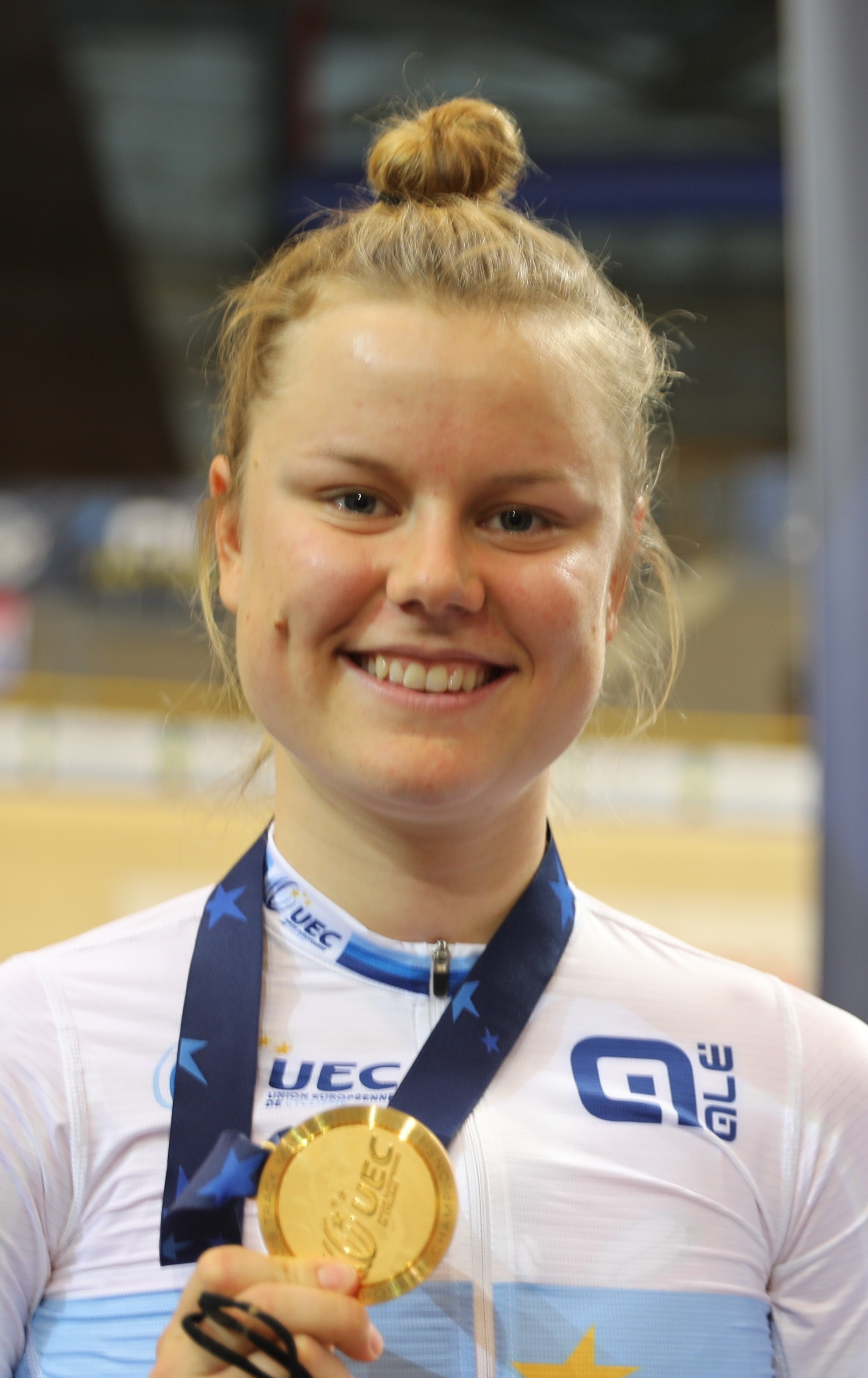
Amalie Dideriksen en 2019
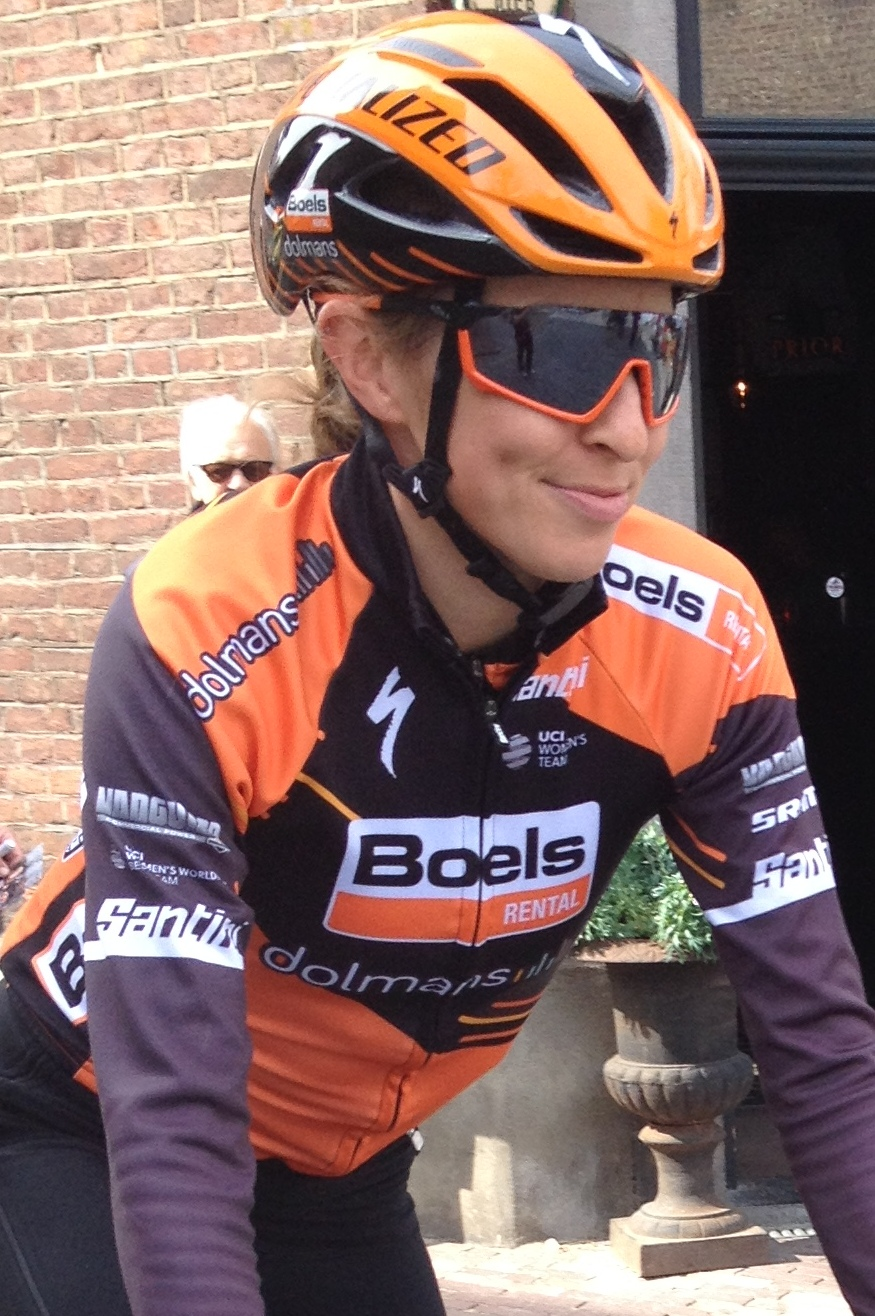
Katie Hall en 2019
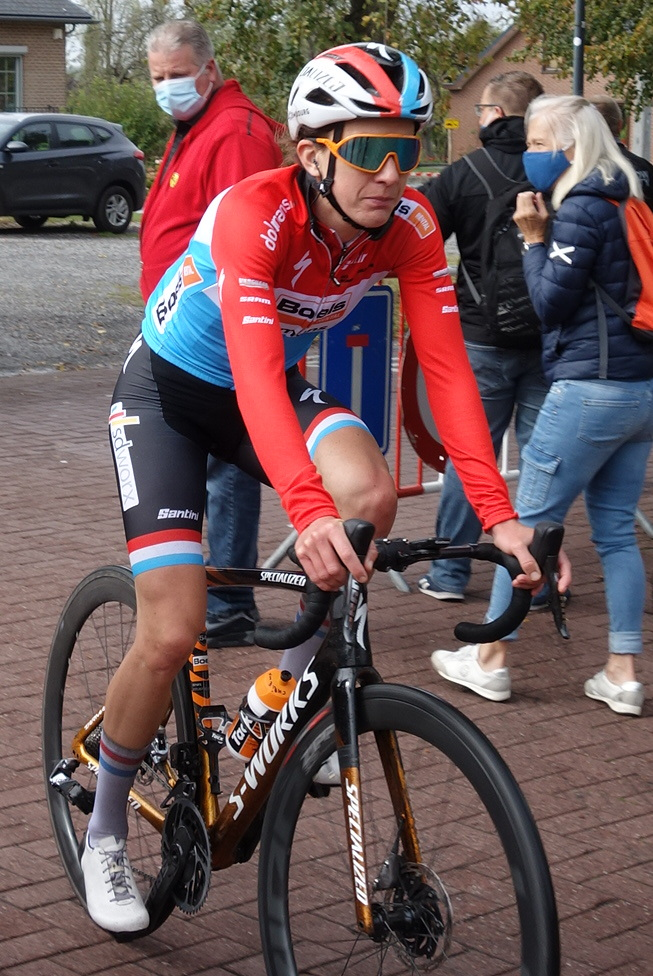
Christine Majerus
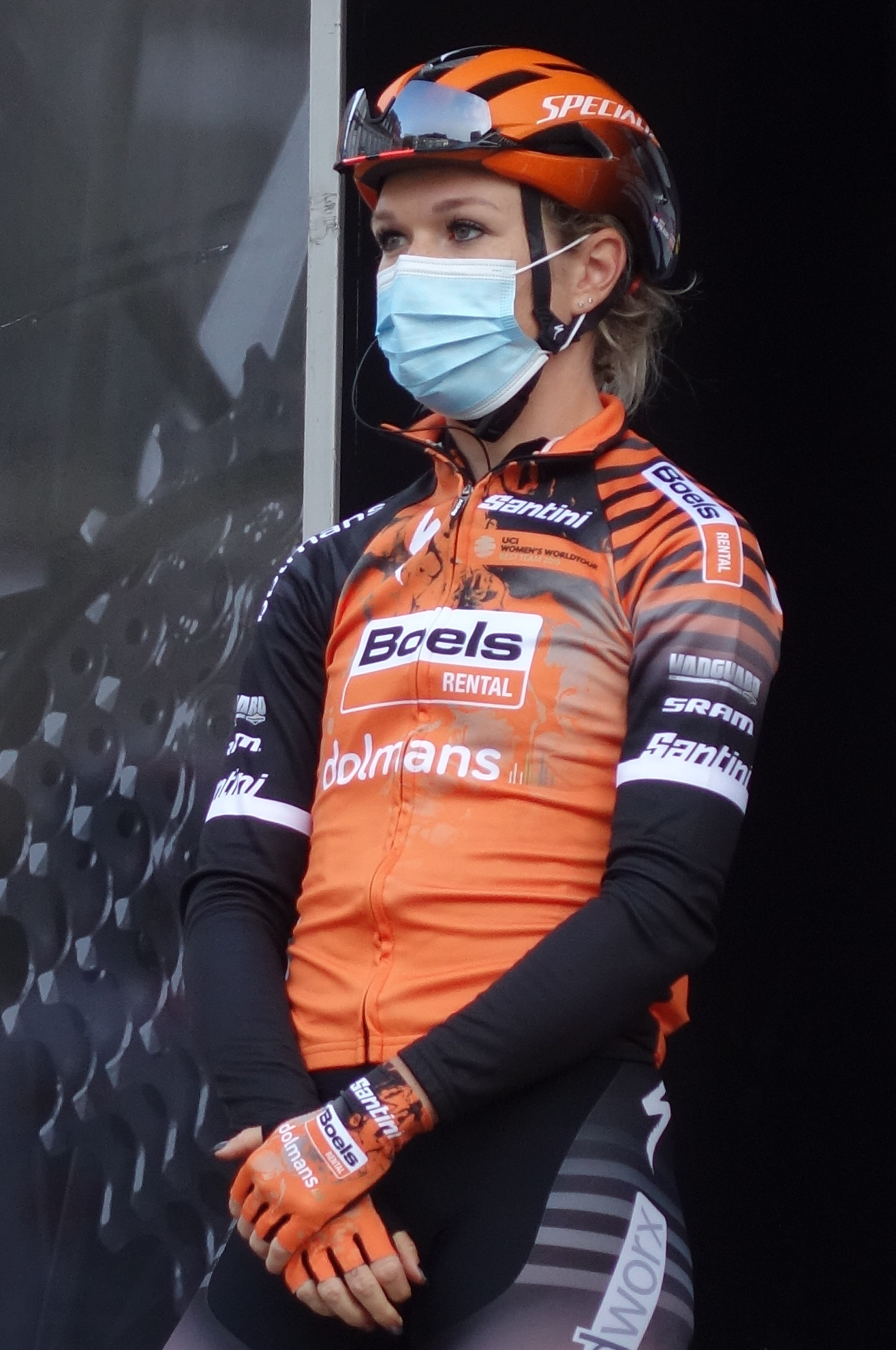
Amy Pieters
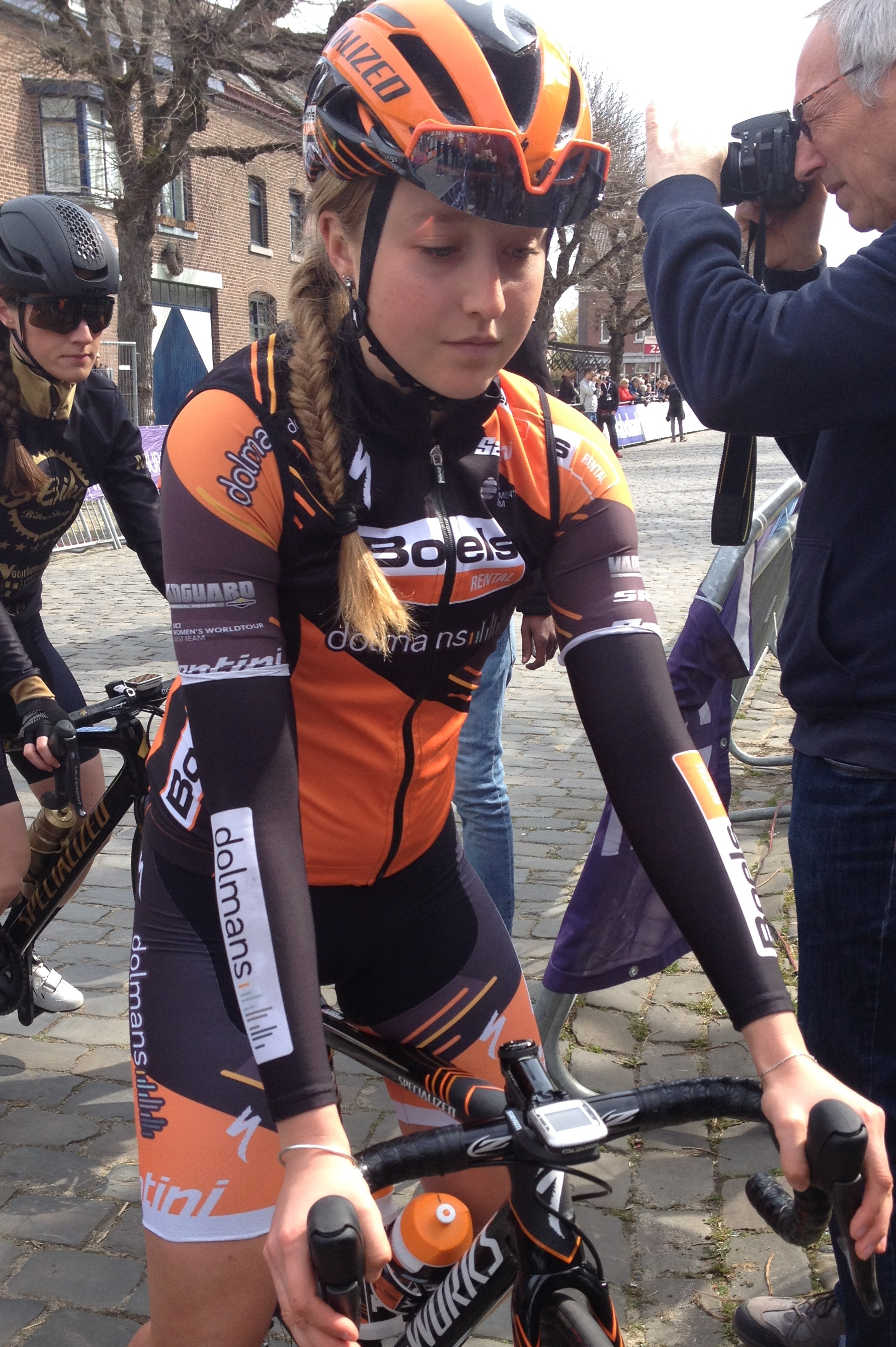
Skylar Schneider en 2019
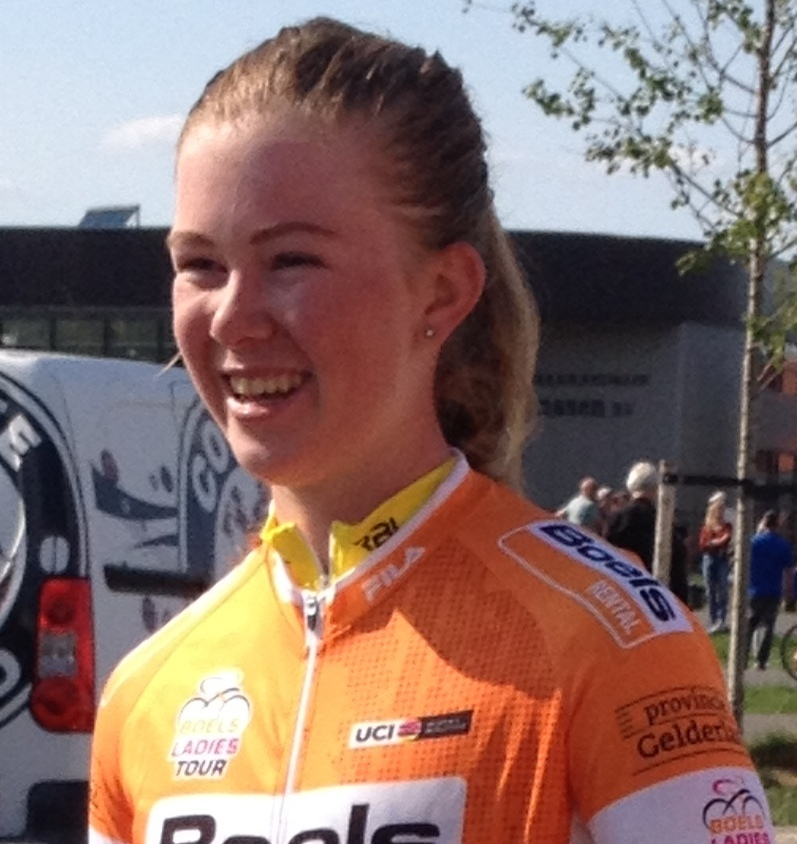
Lonneke Uneken en 2018

### Encadrement
Le directeur sportif de l'équipe est Danny Stam, ses adjoints sont Bram Sevens et John Seehafer. Le représentant de l'équipe auprès de l'UCI est Roel Janssens.

## Déroulement de la saison

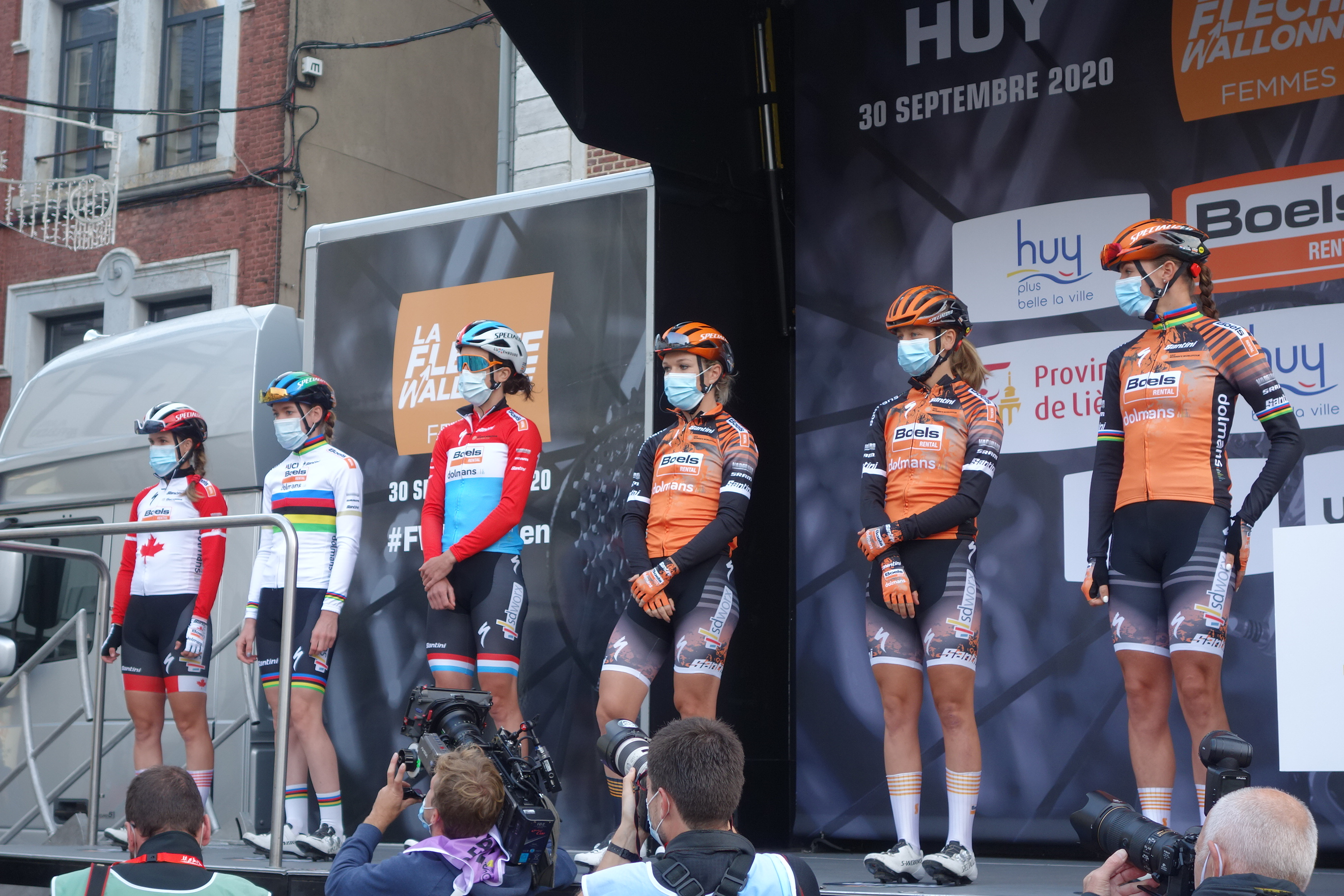
Équipe au départ de la Flèche wallonne

### Février-Mars
Anna van der Breggen remporte la deuxième étape et le classement général de la Setmana Ciclista Valenciana.
Au Circuit Het Nieuwsblad, Chantal Blaak est présente dans le groupe de poursuite derrière Annemiek van Vleuten qui sort dans le Bosberg. Elle se classe quatrième. Jip van den Bos est neuvième. Au Samyn des Dames, Chantal van den Broek-Blaak attaque à cinquante-sept kilomètres de l'arrivée après la côte de la Roquette. Derrière elle, un groupe de chasse de cinq coureuses avec Christine Majerus et Jip van den Bos se forme. Chantal Blaak s'impose seule.

### Août
Aux Strade Bianche, Karol-Ann Canuel prend part à l'échappée qui part au bout de cinquante kilomètres. Finalement, Anna van der Breggen est quatrième de l'épreuve.
Fin août, lors du championnat des Pays-Bas sur route, Anna van der Breggen attaque tôt dans l'épreuve avec Jip van den Bos et Anouska Koster. Leur avance monte à deux minutes cinquante. Dans le final, celle-ci se réduit, Anna van der Breggen attaque alors et maintient l'écart face à Annemiek van Vleuten partie en poursuite. Anna van der Breggen conserve la tête malgré une crevaison et ajoute ce titre qui manquait encore à son palmarès. Christine Majerus conserve facilement ses titres de championne du Luxembourg sur route et en contre-la-montre.
Les championnats d'Europe se disputent en parallèle du Grand Prix de Plouay. Sur le contre-la-montre, Anna van der Breggen gagne en devançant de trente-et-une secondes Ellen van Dijk. Au Grand Prix de Plouay, Anna van der Breggen abandonne rapidement. Sur la course en ligne, à trente-huit kilomètres de l'arrivée une chute a lieu au sommet de la côte du Lézot. Peu après, Chantal Blaak place une attaque dans la montée de Lann Payot avec Elena Cecchini dans la roue. Elles sont reprises, mais Annemiek van Vleuten est mise sur orbite. À vingt-trois kilomètres de l'arrivée, Chantal Blaak sort seule et revient sur le groupe de tête. Annemiek van Vleuten, qui jusqu'alors s'économisait, se met au service de Chantal Blaak et mène le groupe. L'écart monte à la minute. Dans le dernier tour, Elisa Longo Borghini attaque dans la côte du Lézot et distance Chantal Blaak. Elle revient mais est de nouveau distancée dans la dernière difficulté, elle finit à la quatrième place. Amy Pieters est dixième.
Sur la course by Le Tour de France, Christine Majerus suit la première attaque de Katarzyna Niewiadoma dans la descente. Le peloton se reforme rapidement. La mieux placée est finalement Chantal Blaak à la vingt-cinquième place.

### Septembre
Au Tour d'Italie, la formation Boels Dolmans est deuxième du contre-la-montre par équipes inaugural, trois secondes derrière la Trek-Segafredo. Le lendemain, sur l'étape avec des sentiers graviers, Anna van der Breggen ne parvient pas à suivre Annemiek van Vleuten, elle finit toutefois deuxième à plus d'une minute. Sur la quatrième étape, l'arrivée en côte lui fait perdre de nouveau quelques secondes face à Annemiek van Vleuten. Sur la sixième étape, Amy Pieters prend la cinquième place du sprint. Le lendemain, dans la montée vers le Santuario San Michele Arcangelo, Elisa Longo Borghini attaque et est suivie notamment par Anna van der Breggen. Le peloton se reforme ensuite. Dans le sprint, Annemiek van Vleuten chute et se brise le poignet. Katarzyna Niewiadoma est alors deuxième du classement général et Anna van der Breggen troisième quinze secondes derrière. Sur la huitième étape, Amy Pieters prend le groupe d'échappée de neuf coureuses. Dans la dernière ascension du jour, Elisa Longo Borghini attaque. Elle est suivie par Anna van der Breggen. Les deux coureuses se livrent à duel, mais l'Italienne s'impose finalement. Anna van der Breggen endosse elle le maillot rose avec plus d'une minute d'avance sur Katarzyna Niewiadoma. La dernière étape n'apporte aucun changement au classement général et Anna van der Breggen remporte l'épreuve pour la troisième fois. 
Lors des championnats du monde, Anna van der Breggen s'impose nettement sur le contre-la-montre pour la première fois, après quatre médailles d'argent. Sur la course en ligne, Amy Pieters et Christine Majerus font partie de l'échappée. À deux tours de l'arrivée, dans la côte Mazzolano, Anna van der Breggen imprime un rythme très élevé dans la montée ce qui disloque le peloton. Passé le sommet, un peloton d'une trentaine d'unité se reforme. L'échappée est alors reprise. Dans l'ascension suivante, la Cima Gallisterna, Annemiek van Vleuten se met en tête et accélère nettement mettant en difficulté la concurrence. Anna van der Breggen surenchérit alors avec une puissante attaque. Elle n'est plus rejointe et réalise donc un doublé contre-la-montre/course en ligne que seule Jeannie Longo avait réalisé auparavant,. 
À la Flèche wallonne, Chantal van den Broek-Blaak est présente dans le groupe qui sort à cinquante-deux kilomètres de l'arrivée. Il passe au sommet du mur de Huy avec une trentaine de secondes d'avance sur le peloton, mais est rattrapé peu après. La Boels Dolmans prend les choses en main dans le final. Anna van der Breggen donne l'allure dans le mur. Demi Vollering attaque, mais trop tôt, et est reprise. Seule Cecilie Uttrup Ludwig parvient à suivre van der Breggen, qui accélère dans les derniers mètres pour s'imposer pour la sixième fois.

### Octobre
À Liège-Bastogne-Liège, un groupe de huit favorites, dont Amy Pieters, sort peu avant la côte de la Vecquée. Dans la côte de la Redoute, Elizabeth Deignan attaque et n'est plus rejointe. Amy Pieters est cinquième de la course.
Lors de Gand-Wevelgem, Amy Pieters et Jolien D'Hoore font partie du groupe de onze coureuses à s'extraire du peloton sur le dernier passage du mont Kemmel. Amy Pieters est vigilante dans les derniers kilomètres et lance le sprint. Lotte Kopecky, dans sa roue, se trouve obligée de lancer le sien assez tôt avec Jolien D'Hoore dans l'aspiration. Cette dernière n'a pas de peine à remonter et à s'imposer. Au Tour des Flandres, dans le Kanarieberg, Anna van der Breggen mène et réduit l'écart avec l'échappée qui est reprise en bas du Taienberg. Dans celui-ci, Demi Vollering accélère, elle est pourchassée par van der Breggen. Le peloton est très étiré sur cette montée. Au sommet du Kruisberg, Chantal Blaak attaque. Elle est suivie par Elisa Longo Borghini, Lisa Brennauer et van der Breggen. L'accélération reprend les deux échappées. Jolien D'Hoore est en difficulté. Chantal Blaak tente une seconde fois quelques hectomètres plus loin. Annemiek van Vleuten contre, Cecilie Uttrup Ludwig tente de suivre sans succès, et s'isole seule en tête. Anna van der Breggen part seule à sa poursuite. Elle la reprend au bout de quelques kilomètres. À la surprise de Van Vleuten, van der Breggen refuse de coopérer. Le duo est repris par ce qu'il reste du peloton. Jolien D'Hoore revient dans ce groupe de dix-sept athlètes. Dès le pied du vieux Quaremont, Jolien D'Hoore perd le contact. À son sommet, Chantal Blaak place une troisième offensive décisive. Elle passe seule en tête le Paterberg, ses coéquipières empêchant toute chasse. Au sprint pour la deuxième place, Amy Pieters se montre la plus véloce. Boels Dolmans réalise donc un doublé. Aux Trois Jours de La Panne, à trente-et-un kilomètres de l'arrivée, les formations Sunweb et Boels Dolmans mettent à profit le vent de côté pour provoquer des bordures. Le premier groupe a alors environ quarante coureuses. Cependant, le peloton se reforme par la suite. À dix-sept kilomètres du but, le scénario se répète. Seules seize coureuses sont dans le premier groupe. Parmi elles cinq de la formation Sunweb et quatre de Boels Dolmans. Dans les dix derniers kilomètres, Christine Majerus attaque, puis Lonneke Uneken, également Boels Dolmans, puis de nouveau Majerus. Toutes ces attaques sont reprises par la Sunweb. Huit coureuses parviennent à revenir de l'arrière, dont Amy Pieters. Cette dernière attaque à un kilomètre et demi de l'arrivée, obligeant Alison Jackson à chasser. Elisa Longo Borghini lance le sprint. Jolien D'Hoore la passe suivie de près par Lorena Wiebes. La première tasse sur les barrières la seconde et passe la ligne en vainqueur. Le jury la déclasse néanmoins pour ce geste.
Aux championnats du monde sur piste, Amy Pieters remporte le titre dans la course à l'américaine avec Kirsten Wild.

## Victoires

### Sur route
| Victoires | Victoires                                        | Victoires  | Victoires | Victoires                   | Victoires |
| Date      | Course                                           | Pays       | Classe    | Vainqueur                   |           |
| --------- | ------------------------------------------------ | ---------- | --------- | --------------------------- | --------- |
| 21 fév.   | 2e étape de la Semaine cycliste valencienne      | Espagne    | 2.2       | Anna van der Breggen        |           |
| 23 fév.   | Classement général, Semaine cycliste valencienne | Espagne    | 2.2       | Anna van der Breggen        |           |
| 3 mars    | Le Samyn des Dames                               | Belgique   | 1.2       | Chantal van den Broek-Blaak |           |
| 20 août   | Championnat du Luxembourg du contre-la-montre    | Luxembourg | CN        | Christine Majerus           |           |
| 22 août   | Championnat des Pays-Bas sur route               | Pays-Bas   | CN        | Anna van der Breggen        |           |
| 23 août   | Championnat du Luxembourg sur route              | Luxembourg | CN        | Christine Majerus           |           |
| 24 août   | Championnat d'Europe du contre-la-montre         | France     | CC        | Anna van der Breggen        |           |
| 19 sept.  | Classement général, Tour d'Italie                | Italie     | 2.WWT     | Anna van der Breggen        |           |
| 24 sept.  | Championnat du monde du contre-la-montre         | Italie     | CM        | Anna van der Breggen        |           |
| 26 sept.  | Championnat du monde sur route                   | Italie     | CM        | Anna van der Breggen        |           |
| 30 sept.  | Flèche wallonne                                  | Belgique   | 1.WWT     | Anna van der Breggen        |           |
| 11 oct.   | Gand-Wevelgem                                    | Belgique   | 1.WWT     | Jolien D'Hoore              |           |
| 18 oct.   | Tour des Flandres                                | Belgique   | 1.WWT     | Chantal van den Broek-Blaak |           |

### Sur piste
| Date       | Course                                              | Pays      | Classe | Vainqueur         |
| ---------- | --------------------------------------------------- | --------- | ------ | ----------------- |
| 1er mars   | Championnat du monde de la course à l'américaine    | Allemagne | CDM    | Amy Pieters       |
| 7 novembre | Championnat du Danemark de la course à l'américaine | Danemark  | CN     | Amalie Dideriksen |

### En cyclo-cross
| Date       | Course                    | Pays       | Classe | Vainqueur         |
| ---------- | ------------------------- | ---------- | ------ | ----------------- |
| 2 janvier  | Meilen                    | Suisse     | C1     | Christine Majerus |
| 11 janvier | Championnat du Luxembourg | Luxembourg | CN     | Christine Majerus |
| 25 janvier | Zonnebeke                 | Belgique   | C2     | Christine Majerus |

### Résultats sur les courses majeures

#### World Tour
| Date            | #  | Course                            | Pays      | Meilleure classée           | Classement |
| --------------- | -- | --------------------------------- | --------- | --------------------------- | ---------- |
| 1er février     | 1  | Cadel Evans Great Ocean Road Race | Australie | -                           | -          |
| 1er août        | 2  | Strade Bianche                    | Italie    | Anna van der Breggen        | 4e         |
| 26 août         | 3  | Grand Prix de Plouay              | France    | Amy Pieters                 | 17e        |
| 29 août         | 4  | La course by Le Tour de France    | France    | Chantal van den Broek-Blaak | 25e        |
| 11-19 septembre | 5  | Tour d'Italie                     | Italie    | Anna van der Breggen        | Vainqueur  |
| 30 septembre    | 6  | Flèche wallonne                   | Belgique  | Anna van der Breggen        | Vainqueur  |
| 4 octobre       | 7  | Liège-Bastogne-Liège              | Belgique  | Amy Pieters                 | 5e         |
| 11 octobre      | 8  | Gand-Wevelgem                     | Belgique  | Jolien D'Hoore              | Vainqueur  |
| 18 octobre      | 9  | Tour des Flandres                 | Belgique  | Chantal van den Broek-Blaak | Vainqueur  |
| 20 octobre      | 10 | Trois Jours de la Panne           | Belgique  | Lonneke Uneken              | 12e        |
| 6-8 novembre    | 11 | La Madrid Challenge by La Vuelta  | Espagne   | -                           | -          |

Anna van der Breggen est quatrième du classement World Tour. La formation Boels Dolmans est deuxième du classement par équipes.

#### Grand tour
| Grand tour            | Tour d'Italie                    |
| --------------------- | -------------------------------- |
| Coureuse (classement) | Anna van der Breggen (Vainqueur) |
| Accessits             | -                                |

## Classement mondial
| Classement UCI | Classement UCI              | Classement UCI | Classement UCI |
| Coureuse       | Coureuse                    | Pays           | Points         |
| -------------- | --------------------------- | -------------- | -------------- |
| 1re            | Anna van der Breggen        | Pays-Bas       | 2560 pts       |
| 16e            | Chantal van den Broek-Blaak | Pays-Bas       | 825 pts        |
| 17e            | Amy Pieters                 | Pays-Bas       | 804 pts        |
| 27e            | Jolien D'Hoore              | Belgique       | 529 pts        |
| 40e            | Christine Majerus           | Luxembourg     | 348 pts        |
| 94e            | Lonneke Uneken              | Pays-Bas       | 138 pts        |
| 145e           | Karol-Ann Canuel            | Canada         | 100 pts        |
| 149e           | Amalie Dideriksen           | Danemark       | 100 pts        |
| 175e           | Jip van den Bos             | Pays-Bas       | 78 pts         |
| 389e           | Eva Buurman                 | Pays-Bas       | 25 pts         |
| 508e           | Katie Hall                  | États-Unis     | 15 pts         |

Anna van der Breggen remporte le classement individuel. Boels Dolmans est deuxième du classement par équipes.